# Zwartkapkruiplijster
De zwartkapkruiplijster (Pomatorhinus ferruginosus) is een zangvogel uit de familie Timaliidae (timalia’s). Het is een bosvogel die voorkomt in  Zuidoost-Azië en sterk lijkt op de roodsnavelkruiplijster (P. ochraceiceps) en de bruinkapkruiplijster (P. phayrei). De vogel werd in 1845 als nieuwe soort beschreven door  Edward Blyth.

## Herkenning
De vogel is ongeveer 24 cm lang. De zwartkapkruiplijster lijkt sterk op de roodsnavel- en de bruinkapkruiplijster. De vogels zijn donkerbruin van boven en lichter van onderen, al naar gelang de soort of ondersoort. Ze hebben een breed zwart masker rond het oog met daarboven een helderwitte wenkbrauwstreep. Verder hebben ze een rode tot oranje, gebogen snavel. De zwartkaplijster heeft een witte wenkbrauwstreep en een zwarte kopkap en is okerkleurig bruin van onder.

## Verspreiding en leefgebied
De vogelsoort komt voor in tropisch en subtropisch natuurlijk bos op hoogten tussen de 400 en 2400 meter boven zeeniveau in de oostelijk Himalaya: van oostelijk Nepal tot centraal Arunachal Pradesh en zuidoostelijk Tibet.
De vogel komt in tropisch en subtropisch bos met ondergroei op hoogten tussen de 400 en 3700 meter boven zeeniveau.